# Ammophila rubigegen
Ammophila rubigegen är en biart som beskrevs av Li och C. Yang 1990. Ammophila rubigegen ingår i släktet Ammophila och familjen grävsteklar. Inga underarter finns listade i Catalogue of Life.